# Thomas Deloney
Thomas Deloney (1543 - abril de 1600) fue un novelista y escritor de baladas inglés.
Deloney parece haber trabajado como tejedor de seda en Norwich, pero se encontraba ya en Londres en 1586. En el transcurso de la siguiente década, escribió unas cincuenta baladas, algunas de las cuales le produjeron problemas y provocaron que fuese discreto durante algún tiempo. 
Su obra como novelista, género en el que puede comparársele con Robert Greene y Thomas Nashe, no fue tenida en cuenta hasta mucho después. Parece haberse dedicado a la novela para mantenerse fuera de problemas. Menos influenciado por John Lyly  y otros autores anteriores que Greene, es más natural, simple y directo, y escribe sobre ciudadanos de la clase media y comerciantes con un ligero humor. De sus novelas, Thomas of Reading está escrita en honor a los tratantes y vendedores de telas, Jack of Newbury dedicada a los tejedores y The gentle craft alabando el trabajo de los zapateros. Murió pobre, pero fue «enterrado con dignidad».
Existen evidencias que sugieren que su hijo viajó a la colonia de Virginia. Sus descendientes se extendieron por Alabama, Tejas y Tennessee.